# 圣瑟涅德伯夫龙 (芒什省)
圣瑟涅德伯夫龙（法語：Saint-Senier-de-Beuvron）是法国芒什省的一个市镇，属于阿夫朗谢区（Avranches）圣雅梅县（Saint-James）。该市镇总面积11.21平方公里，2009年时的人口为304人。

## 人口
圣瑟涅德伯夫龙人口变化图示